# 李正姫
李 正姫（イ・ジョンヒ、朝鮮語: 이정희/李正姬、1969年12月22日-）は、大韓民国の政治家、弁護士、フェミニスト、人権活動家である。韓国における左派政党である統合進歩党の共同代表（2011年12月～2012年5月）及び代表（2013年3月～2014年12月）。

## 人物像
ソウル大公法学科卒。1996年に行われた司法試験に合格後、弁護士となり、市民運動に係わった。2008年4月の第18代総選挙で民主労働党（民労党）比例候補として初当選、18代国会議員を務めた。この間、民労党の院内代表や党首、2011年12月に発足した統合進歩党の党首を務めた。2012年12月に行われた第18代大韓民国大統領選挙に立候補したが、野党候補一本化のため投票日直前に立候補辞退した。
第18代大統領選挙候補者TV討論当時、李が朴槿恵当時の候補に向かって 朴槿恵 当時の候補の父親である朴正熙前大統領の日本名改称履歴に触れ 「自分が大統領選挙に出馬した目的は朴槿恵 あなたを落とすためだ」と発言したことがありますが 朴槿恵が大統領に当選して以後、 このような左翼的に強硬な李の発言が、中道性向の有権者の大多数が朴槿恵候補側を選択させた原因として指摘され 李が所属する統合進歩党と連帯していた当時、民主党の文在寅候補の敗北を招いたという分析も出ている。
そして続けて討論会でで韓国政府を「南側政府」と呼び、北朝鮮のミサイルを「実用衛星」と発言するなど 韓国国内で北朝鮮支持派を意味する「親北」「従北」「主体思想派」であるとの世論の指摘を受けている。
2013年2月、党職者選挙にて再び進歩党代表に選出された。
2014年12月19日、大韓民国憲法裁判所の審判により、党代表を務める統合進歩党が「親北」・「民主的基本秩序に反する」政党と判断され、大韓民国憲政歴史上初めての強制解散の決定を下された。。同党は即刻解散し、李正姬代表を含む所属の大韓民国国会議員5名は議員の資格を喪失した。同日、大韓民国の中央選挙管理委員会はこの解散宣告を受け、同党の政党登録を抹消した。

## 略歴
- ソウル女子高等学校卒業
- ソウル大学校公法学科卒業
- 1996年：第38回司法試験合格
- 2000年：弁護士開業
- 2001年
  - 在韓米軍犯罪根絶運動本部運営委員
  - 民族問題研究所顧問弁護士
  - 韓米FTA拙速批准に反対する国会議員非常時局会議幹事
  - 民主社会のための弁護士会（民弁）アメリカ問題研究委員会委員
  - 教育人的資源部大学校任用両性平等委員会委員
- 2005年：民弁女性福祉委員会委員長
- 2008年
  - 法務法人「チョンビョン」弁護士
  - 第18代比例代表国会議員（民労党→統合進歩党）
  - （国会）運営委員会委員、政務委員会委員、予算特別委員会委員
  - （民労党）院内副代表、政策委員会委員長
- 2009年：国会企画財政委員会委員
- 2010年：
  - 国会運営委員会委員
  - 民労党代表（～2011年）
- 2011年：統合進歩党共同代表（～2012年）
- 2013年：統合進歩党代表

出典：NATE 인물 검색（NATE人物検索）2012年12月29日閲覧